# Модта
Модта (калм. Модта) — посёлок (сельского типа) в Приютненском районе Калмыкии, в составе Первомайского сельского муниципального образования.
Население - 150 (2012)

## Этимология
Топоним (калм. модта) можно перевести как "лесистый; покрытый лесом; имеющий деревья"

## История
Дата основания не установлена. Под название Мотта посёлок отмечен на карте РККА Кавказа и южного Поволжья.

## Физико-географическая характеристика
Посёлок расположен в зоне сухих степей, на границе Ергенинской возвышенности и Кумо-Манычской впадины, к востоку от озера Лысый Лиман, на высоте 50 метров над уровнем моря. Рельеф местности равнинный, имеет небольшой уклон к западу, по направлению к озеру. Почвенный покров представлен светло-каштановыми солонцеватыми и солончаковыми почвами, солонцами
По автомобильным дорогам расстояние до столицы Калмыкии города Элиста составляет 69 км, до районного центра села Приютное - 91 км, до административного центра сельского поселения посёлка Первомайский - 19 км.
Как и для всего Приютненского района для Модты характерен умеренный континентальный климат (согласно классификации климатов Кёппена  — Dfa), с жарким и засушливым летом и относительно холодной и малоснежной зимой.
Часовой пояс
Модта, как и вся Республика Калмыкия, находится в часовой зоне МСК (московское время). Смещение применяемого времени относительно UTC составляет +3:00.

## Население
| 2002 | 2010 | 2012 |
| ---- | ---- | ---- |
| 157  | ↘100 | ↗150 |

Национальный состав
Согласно результатам переписи 2002 года большинство населения посёлка составляли даргинцы (66 %)